# 5・2小川宏のテレビアタック24時間!!
『5・2小川宏のテレビアタック24時間!!』（ごーてんにおがわひろしのテレビアタックにじゅうよじかん）は、1975年5月2日から日付変更後となる5月3日1時35分までの間、小川宏がフジテレビで放送されるほぼ全ての番組（34番組）に出演した企画である。

## 概要
フジテレビは、本企画からおよそ2年後の1977年4月8日にも萩本欽一による『欽ちゃんのドーンと24時間』を行っており、小川もこの企画実施の際には『小川宏ショー』で萩本と共演している。しかし、当時の鹿内信隆会長が長時間特別番組の放送に消極的だったこともあり1978年以降は放送されず、『FNS27時間テレビ FNSスーパースペシャル一億人のテレビ夢列島』として日の目を見るのは10年後の1987年、信隆の後を受けた長男の鹿内春雄の時代まで待たなければならなかった。

## 出演番組
放送時間は全て日本標準時（JST）。
- 6:30：お早うフジテレビ
- 6:45：お出かけ情報
- 6:55：番組ハイライト
- 8:00：ママとあそぼう!ピンポンパン
- 8:45：サンケイテレビ朝刊
- 8:55：朝の天気予報
- 9:00：小川宏ショー
- 10:30：料理の窓
- 10:45：FNNお茶の間ニュース
- 10:55：お昼の天気予報
- 11:00：リビング11
- 12:00：爆笑ゴールデンショー
- 12:30：サンケイテレニュース[2]
- 12:45：おまたせしました演芸2題
- 14:45：FNN奥さまニュース
- 15:00：3時のあなた
- 15:55：クレージーの奥さ〜ん!
- 16:00：リビング4
- 17:00：ママとあそぼう!ピンポンパン（再）
- 17:40：番組ハイライト
- 17:45：夕方の天気予報
- 17:50：FNNサンケイホームニュース
- 18:30：FNNニュース6:30
- 18:50：FNNサンケイローカルニュース
- 19:45：スター千一夜
- 20:00：歌だ!飛び出せ2万キロ
- 20:55：FNNニュース
- 21:00：ゴールデン洋画劇場 『ザルツブルグ・コネクション』（高島忠夫と共に解説担当）
- 23:00：FNNニュース最終版（第1期）
- 23:10：きょうのスポーツ
- 23:15：今日の視点
- 23:20：天気予報
- 23:35：小川宏イン・ナイト・ショー（オリジナル番組）

参考：『産経新聞』（産業経済新聞社）1975年5月1日付夕刊のラジオ・テレビ欄下に記載の番組宣伝広告、ならびに同年5月2日付朝刊のラジオ・テレビ欄。